# Pusher - L'inizio
Pusher - L'inizio (Pusher) è un film del 1996 diretto da Nicolas Winding Refn, primo film dell'omonima trilogia e opera d'esordio del regista. Uscito in Danimarca e negli Stati Uniti d'America con il titolo di Pusher è stato distribuito in Italia solo nel 2007 col titolo di Pusher - L'inizio, mentre gli altri due capitoli sono noti rispettivamente come Pusher II - Sangue sulle mie mani e Pusher 3 - L'angelo della morte.

## Trama
Frank vive a Copenaghen dove si guadagna da vivere con piccoli traffici di eroina, circondato da amici che, come lui, sono soltanto piccoli criminali. Un giorno chiede a Milo, un trafficante serbo, un'ingente quantità di eroina, promettendogli di pagarlo il giorno seguente. Le cose non vanno però per il verso giusto e la polizia fa irruzione proprio mentre Frank sta piazzando la merce: l'uomo riesce a fuggire ma non a portare via con sé l'eroina e i soldi. Dopo aver passato una notte in cella viene rilasciato, ma non sa come mettere insieme il denaro che deve a Milo, che diventa sempre più impaziente. Disperato, va persino a chiedere i soldi a sua madre, che non vede da molti anni. Con il poco denaro che è riuscito a racimolare, si procura un'arma. Ha intenzione di usarla e di cercare poi in ogni modo di lasciare in fretta il paese insieme ad una donna di cui si fida, e per la quale prova un profondo affetto, prima che Milo o la polizia lo trovino.

## Curiosità
- Il film è stato girato in ordine cronologico per far immedesimare ancor di più i vari personaggi nel ruolo.
- Inizialmente il film doveva essere un cortometraggio di dieci minuti con protagonista Refn stesso, ma poi il produttore accarezzò l'idea di renderlo un film e il regista accettò di buon grado.[1]

## Riconoscimenti
- Premio Bodil
  - Miglior attore non protagonista (Zlatko Burić)

## Remake
Nel 2012 è stato realizzato un remake diretto da Luis Prieto, quasi identico nella storia e nei dialoghi all'originale ma ambientato a Londra e con la produzione esecutiva di Refn.